# Haakon Graf

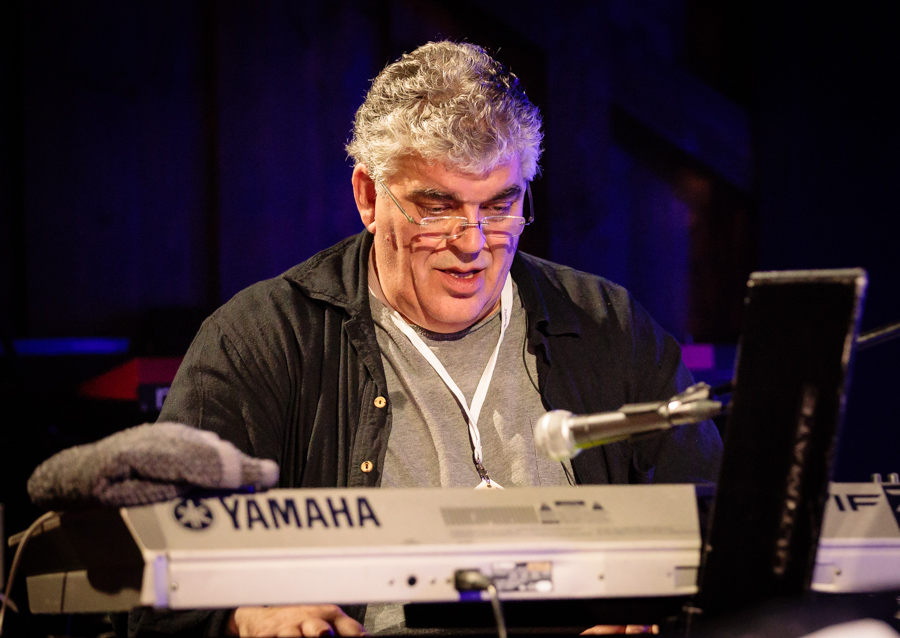
Haakon Graf

Haakon Graf (* 21. März 1955 in Oslo) ist ein norwegischer Jazz-Pianist und -organist.
Graf, der als Kind eine klassische Klavierausbildung erhielt und sich später auch für Malerei interessierte, arbeitete nach dem Abbruch der Schule in einem Musikladen. Er wurde Mitglied der Jazzrock-Gruppe Ruphus, an deren Debütalbum New Born Day (1973) er als Pianist und Komponist mitwirkte.
Er trat dann als Sessionmusiker im Osloer Club 7 auf, bevor er 1976 mit Matz Nilsson, Ulf Wakenius und Niels Nordin die Band Hawk On Flight gründete. Mit dem Schlagzeuger Jon Christensen arbeitete er im Quintett Blow Out und der Duoformation Hideaway zusammen. 1978 tourte er mit Terje Rypdal, 1979 unternahm er mit Jan Garbarek eine Tournee durch die Sowjetunion. Er trat regelmäßig bei den Jazzfestivals von Molde und Kongsberg auf und arbeitete als Sideman mit Miroslav Vitouš, Jack DeJohnette, Michał Urbaniak und Urszula Dudziak.
Nach einer Brasilientournee wurde Graf für drei Jahre Leiter des Club 7, wo er drei- bis fünfmal wöchentlich auftrat. Mit Joeri Hommerson gründete er die Gruppe Graffiti. Von 1988 bis 1989 lebte er in Brasilien. Nach ersten Reisen nach Los Angeles seit 1985 begann Anfang der 1990er Jahre seine Zusammenarbeit mit Gary Grainger und Dennis Chambers, der ihn zum Buddy Rich Memorial Scholarship Concert in Boston 1993 einlud. Im gleichen Jahr beteiligte er sich in Japan an Paul Jacksons Projekt Jazz for Kids. Graf arbeitet heute auch als Musikproduzent.

## Diskographie
- New Born Day (Ruphus), 1973
- Ranshart (Ruphus), 1974
- Let Your Light Shine (Ruphus), 1976
- In Time For (Hawk on Flight), 1976
- Pål Thowsen: Surprise, 1978
- Pål Thowsen: Carnival, 1979
- H.O.F. (Hawk on Flight), 1980
- Memories of tomorrow (Jukka Syrenius Band), 1983
- Graffiti (Graffiti), 1983
- True Art (Graffiti), 1984
- Good Grove (Graffiti), 1994